# اتفاقية القوى الأربع بشأن برلين
تم الاتفاق على اتفاقية القوى الأربع بشأن برلين والمعروفة أيضًا باسم اتفاقية برلين أو الاتفاقية الرباعية بشأن برلين في 3 سبتمبر 1971 من قبل القوى المتحالفة الأربع في زمن الحرب، والتي يمثلها سفراءها. وقع وزراء الخارجية الأربعة، أليك دوغلاس - - المملكة المتحدة، وأندريه جروميكو -الاتحاد السوفيتي وموريس شومان -فرنسا وويليام بي. روجرز -الولايات المتحدة الأمريكية على الاتفاقية، ودخلت حيز التنفيذ في احتفال أقيم في برلين يوم 3 يونيو 1972. لم يكن الاتفاق معاهدة ولا يتطلب تصديقًا رسميًا.

## اتفاقية برلين

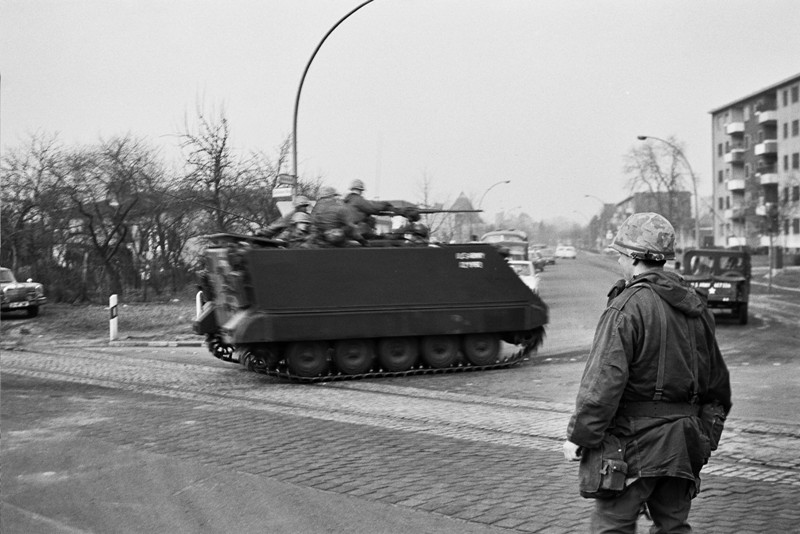
في عام 1969 هاجمت قوات لواء برلين التابعة للجيش الأمريكي حركة المرور خلال ساعة الذروة الصباحية في حي زيليندورف السكني، وهو تذكير روتيني بأن برلين كانت لا تزال محتلة قانونياً من قبل منتصري الحرب العالمية الثانية.

من خلال إعادة التأكيد على وجود حقوق ومسؤوليات القوى الأربع لمستقبل برلين وألمانيا ككل (والتي زعم السوفيات أنها ألغتها نتيجة لأزمة برلين 1959 – 1962)، وضع الاتفاق الأساس ل سلسلة من الاتفاقات بين الشرق والغرب والتي بشرت في الفترة المعروفة عادة باسم الانفراج الدولي. كما أعادت تأسيس العلاقات بين شطري برلين، وحسنت السفر والاتصالات بين شطري المدينة وجلبت العديد من التحسينات لسكان القطاعات الغربية.
من أجل الوصول إلى مثل هذه التحسينات، فإن التعريف السياسي النهائي لمركز برلين قد تُرك غامضًا عن قصد، وبالتالي فقد حافظ على المواقف القانونية المختلفة للجانبين. كلمة «برلين» لا تظهر في النص. فأشير إلى مدينة برلين فقط باسم «المنطقة ذات الصلة».
تم إعداد الاتفاقية الرباعية "باللغات الإنجليزية،  الفرنسية ، والروسية  ، وجميع النصوص متساوية في الحجية." وبالتالي، لا يوجد نص أصيل في اللغة الألمانية. الترجمات المستخدمة من قبل الدولتين الألمانية لها بعض الاختلافات. 
بعد دخول الاتفاقية حيز التنفيذ، استخدم الاتحاد السوفيتي هذه العبارة الغامضة في محاولة لتخفيف روابط برلين الغربية مع جمهورية ألمانيا الاتحادية. ومع ذلك، ساهم الاتفاق بشكل كبير في الحد من التوترات بين الشرق والغرب حول برلين وتوسيع الاتصالات بين شطري ألمانيا. على هذا النحو، فقد قدمت مساهمة مهمة في العملية التي أسفرت عن إعادة توحيد ألمانيا في عام 1990.
إلى جانب اتفاقية الحلفاء، اعترفت المعاهدة الأساسية (Grundlagenvertrag) (التي دخلت حيز التنفيذ في يونيو 1973) بدولتين ألمانيتين، وتعهدت البلدان باحترام سيادة بعضهما البعض. وبموجب أحكام المعاهدة، كان يتعين تبادل البعثات الدبلوماسية وإقامة علاقات تجارية وسياحية وثقافية واتصالات. بموجب الاتفاق والمعاهدة، في سبتمبر 1973، انضمت كلتا الدولتين الألمانية إلى الأمم المتحدة.
كانت هذه المعاهدات جزءًا من سلسلة اختراق من الاتفاقات الدولية التي اعتبرها البعض بمثابة إضفاء الطابع الرسمي على تقسيم أوروبا للحرب الباردة، بينما رأى آخرون أن هذا بداية للعملية التي أدت إلى نهاية الحرب الباردة. كتب مي ساروت في عام 2001 أنه «... رغم كل المخاوف، نجح الجانبان في تحقيق الكثير من الصفقات نتيجة لحوار الانفراج».

## الحواشي
1. ↑  "Big 4 Sign Berlin Accord, Stars and Stripes, June 4, 1972, p1
2. ↑  M.E. Sarotte; "Dealing with the Devil: East Germany, Detente & Ostpolitik, 1969-73"; The University of North Carolina Press; Chapel Hill, North Carolina. Page 164 in paperback edition.